# Gulag de Vorkuta

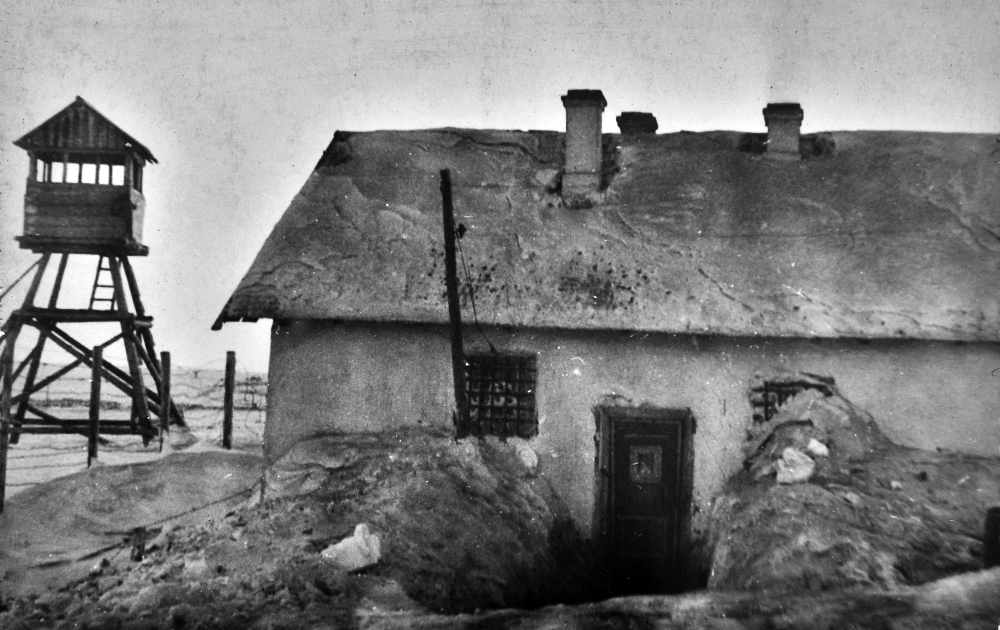
Solitária de um campo de Gulag na região de Vorkuta, 1945

O gulag de Vorkuta ou Vorkutlag era uma prisão do sistema gulag da  época soviética  localizada na bacia hidrográfica do rio Pechora , na República de Komi, parte da região siberiana da Rússia, localizada a 1200 milhas de Moscou (Moscovo) e 100 milhas acima do Círculo Polar Ártico.
O gulag de Vorkuta foi criado em 1932 para explorar principalmente os recursos de carvão  ao redor do rio Pechora, a segunda maior  bacia carbonífera na antiga União Soviética. A cidade de Vorkuta foi criada para apoiar o acampamento. Havia cerca de 132 sub-campos no gulag de Vorkuta durante o auge de sua utilização no sistema prisional soviético. A partir de 1939, prisioneiros poloneses foram encarcerados aqui até que a Rússia se uniu aos aliados, depois que foi atacada pela Alemanha nazista. O acampamento foi, então, também usado para manter prisioneiros de guerra alemães capturados na frente oriental durante a Segunda Guerra Mundial, bem como os cidadãos soviéticos e os de países ocupados pelos soviéticas considerados dissidentes e inimigos do Estado durante a era soviética.
Embora o acampamento tenha sido encerrado em 1962, ainda há um grande número de cidadãos soviéticos que eram ex-prisioneiros que vivem em Vorkuta, originalmente devido ao seu status anterior como inimigos do Estado, ou então, como resultado de sua má situação financeira. A associação Memorial, uma organização russa de direitos humanos que se concentra na pesquisa e divulgação das violações dos direitos humanos na era totalitária da União Soviética, estima que das 40 mil pessoas que coletam pensões do Estado na área de Vorkuta 32.000 são ex-prisioneiros do gulag, ou seus descendentes.
Em julho de 1953, os presos em Vorkuta que eram forçados a trabalhar nas minas de carvão da região entraram em greve durante a Revolta de Vorkuta. A greve na maior parte passiva, que durou cerca de duas semanas e foi sufocada em 1 de agosto de 1953, quando o General Kuzma Derevyanko, comandante do campo de concentração ordenou às tropas para disparar contra os grevistas, resultando na morte de pelo menos 53 trabalhadores, embora as estimativas variem.

## Presos notáveis
- Jaan Kross (1920-2007): Escritor estoniano
- Siegfried Knappe (1917–2008): Oficial alemão
- Anton Kaindl: comandante do campo de concentração de Sachsenhausen (1942–1945), morreu em Vorkuta em 1948
- Jānis Mendriks: sacerdote católico letão
- Menachem Begin (1913-1992): político de Israel